# Zapadni Midlands
 Ovo je glavno značenje pojma Zapadni Midlands. Za druga značenja pogledajte Zapadni Midlands (razdvojba).
Zapadni Midlands je jedna od devet službenih regija Engleske i na prvoj je razini NUTS-a u statističke svrhe. Obuhvaća zapadnu polovicu područja tradicionalno poznatog kao Midlands. Regija se sastoji od grofovija Herefordshire, Shropshire, Staffordshire, Warwickshire, Zapadni Midlands i Worcestershire. Najveći grad u regiji je Birmingham smješten u grofoviji Zapadni Midlands.

## Geografija
Regija je geografski raznolika, od urbanih konurbacija u središnjem području do ruralnih zapadnih grofovija Shropshire i Herefordshire koje graniče s Walesom. Najduža rijeka u Ujedinjenom Kraljevstvu je rijeka Severn dužine 354 km prolazi kroz regiju jugoistočno, teče kroz administrativne centre Shrewsbury i Worcester, te klisuru Ironbridge koja je uvrštena u UNESCO-ovu svjetsku baštinu. Staffordshire se nalazi u konurbaciji u kojoj je razvijena industrija lončarstva, a u koju su uključeni grad Stoke-on-Trent i okrug Staffordshire Moorlands. Cijela konurbacija graniči s okrugom Peak (Peak District), nacionalnim parkom smještenim na jugoistoku regi u blizini grada Leek u grofoviji Staffordshire. Regija također obuhvaća pet područja izvanredne prirodne ljepote, dolinu Wye (Wye Valley), brda Shropshire (Shropshire Hills), nekadašnja kraljevska šuma Cannock Chase i brda Malvern (Malvern Hills).

## Poddioba regije
Regija se sastoji od sljedećih administrativnih poddiobenih jedinica:
| Karta                  | Ceremonijalna grofovija               | Nemetropolitanske grofovije/Unitarne uprave | Metropolitanski okruzi |
| ---------------------- | ------------------------------------- | --- | ---------------------- |
|                        | 1. Herefordshire – Unitarna uprava    | |                        |
| Shropshire             | 2. Shropshire – Unitarna uprava       | 2. Shropshire – Unitarna uprava |                        |
| Shropshire             | 3. Telford & Wrekin – Unitarna uprava | |                        |
| Staffordshire          | 4. Staffordshire *                    | a) Cannock Chase (okrug), b) Istočni Staffordshire, c) Lichfield (okrug), d) Newcastle-under-Lyme, e) Južni Staffordshire, f) Stafford, g) Staffordshire Moorlands, h) Tamworth |                        |
| Staffordshire          | 5. Stoke-on-Trent – Unitarna uprava   | |                        |
| 6. Warwickshire *      | 6. Warwickshire *                     | Warwick |                        |
| 7. Zapadni Midlands ** | 7. Zapadni Midlands **                | a) Birmingham, b) Coventry, c) Dudley, d) Sandwell, e) Solihull, f) Walsall, g) Wolverhampton                                                                                   |                        |
| 8. Worcestershire *    | 8. Worcestershire *                   | a) Bromsgrove (okrug), b) Malvern Hills (okrug), c) Redditch, d) Worcester, e) Wychavon, f) Wyre Forest (okrug)                                                                 |                        |

* dvorazinska nemetropolitanska grofovija

** metropolitanska grofovija, uključujući kombiniranu upravu grofovije Zapadni Midlands i gradonačelnika.

## Regionalna skupština
Službeno predstavničko tijelo regije bilo je Vijeće Zapadnog Midlandsa koje je imalo ograničene administrativne funkcije poput regionalnog planiranja i gospodarskog razvoja. Vijeće nije bilo izabrano tijelo, već su ga činili članovi imenovani iz lokalnih vijeća cijele regije. Sjedište mu je u Birminghamu, u blizini Nacionalne zatvorene arene.

### Ukidanje RDA
Nakon proračuna za hitne slučajeve u lipnju 2010., koalicijska vlada najavila je da namjerava zamijeniti Agenciju za regionalni razvoj (RDA – Regional development agency)  manjim partnerstvima formiranim između lokalnih vlasti i poduzetnika, poznatim kao Partnerstva lokalnih poduzetnika (LEP – Local Enterprise Partnerships). Od ožujka 2010. godine, odluke o financiranju na regionalnoj razini preuzela je Advantage West Midlands, Regionalna razvojna agencija, ali je i ona ukinuta 31. ožujka 2012. kao dio zatvaranja Agencija za regionalni razvoj RDA svih regija Engleske koju je zamijenilo Partnerstvo lokalnih poduzetnika (LAP).  

## Poznate ličnosti i mjesta
U grofoviji Warwickshire smješten su gradovi Stratford upon Avon -–rodno mjesto pisca Williama Shakespearea, Nuneaton, rodno mjesto autorice Mary Ann Evans poznate pod pseudonimom George Eliot te grad Rugby koji je najpoznatiji po izumu ragbi nogometa kao i po, u svijetu prvoj školi ragbija.